# Parafia Narodzenia Najświętszej Maryi Panny w Małomicach
Parafia Narodzenia Najświętszej Maryi Panny w Małomicach – rzymskokatolicka parafia w Małomicach, należąca do dekanatu Szprotawa diecezji zielonogórsko-gorzowskiej, metropolii szczecińsko-kamieńskiej w Polsce, erygowana w 1948. Mieści się przy ulicy Kościelnej.
Od roku 2019 przy parafii działa Schola parafialna „Bliżej Nieba”, której zadaniem jest pomoc w inicjowaniu i podtrzymaniu śpiewu podczas liturgii. 